# Fernando Gamboa
Fernando Andrés Gamboa (ur. 28 października 1970 w Marcos Juárez) – argentyński piłkarz, grający podczas kariery na pozycji obrońcy.

## Kariera klubowa
Fernando Gamboa rozpoczął karierę w Newell’s Old Boys Rosario w 1988. Z Newell’s Old Boys dwukrotnie zdobył mistrzostwo Argentyny w 1990 i Clausura 1992. Latem 1993 przeszedł do stołecznego River Plate. Chociaż Gamboa rozegrał tylko 12 spotkań w lidze, zdobył z River kolejne w swojej karierze mistrzostwo Argentyny – Apertura 1994. Po jednym sezonie odszedł do innego słynnego klubu z Buenos Aires – Boca Juniors. Latem 1996 trafił do hiszpańskiego Realu Oviedo.
W hiszpańskiej ekstraklasie zadebiutował 1 września 1996 w przegranym 2-4 meczu z Barceloną. Ostatni raz w barwach Oviedo wystąpił 25 maja 1998 przegranym 1-3 meczu barażowym z UD Las Palmas. Gamboa przeżył w tym meczu prawdziwą huśtawke nastrojów. W 20 min. strzelił bramkę dla Oviedo, która w ogólnym rozrachunku zadecydowała o utrzymaniu Oviedo w Primera División. W 29 min. strzelając bramkę samobójczą wyrównał wynik meczu. W 48 min. został ukarany żółtą kartką, a w 90 min. wyleciał z boiska. W lidze hiszpańskiej rozegrał 69 meczów, w których zdobył 2 bramki.
Latem 1999 Gamboa powrócił do Argentyny, gdzie ponownie został zawodnikiem Newell’s Old Boys. Aperture 2000 i 2001 spędził w Chacaricie Juniors, a wiosnę 2001 w chilijskim Colo-Colo. Zimą 2002 powrócił do Europy zostając zawodnikiem szwajcarskiego Grasshoppers. Z klubem z Zurychu zdobył mistrzostwo Szwajcarii w 2003. Latem 2004 powrócił do Argentyny, gdzie rok później zakończył karierę w stołecznym Argentinos Juniors.
| Sezon     | Klub                            | Kraj       | Rozgrywki          | Mecze | Bramki |
| --------- | ------------------------------- | ---------- | ------------------ | ----- | ------ |
| 1988/89   | Newell’s Old Boys Rosario       | Argentyna  | Primera División   | 28    | 0      |
| 1989/90   | Newell’s Old Boys Rosario       | Argentyna  | Primera División   | 37    | 3      |
| 1990/91   | Newell’s Old Boys Rosario       | Argentyna  | Primera División   | 37    | 3      |
| 1991/92   | Newell’s Old Boys Rosario       | Argentyna  | Primera División   | 24    | 1      |
| 1992/93   | Newell’s Old Boys Rosario       | Argentyna  | Primera División   | 16    | 0      |
| 1993/94   | River Plate                     | Argentyna  | Primera División   | 12    | 0      |
| 1994/95   | Boca Juniors                    | Argentyna  | Primera División   | 27    | 0      |
| 1995/96   | Boca Juniors                    | Argentyna  | Primera División   | 27    | 0      |
| 1996/97   | Boca Juniors                    | Argentyna  | Primera División   | 8     | 0      |
| 1996/97   | Real Oviedo                     | Hiszpania  | Primera División   | 35    | 2      |
| 1997/98   | Real Oviedo                     | Hiszpania  | Primera División   | 34    | 0      |
| 1998/99   | Real Oviedo                     | Hiszpania  | Primera División   | 0     | 0      |
| 1999/2000 | Newell’s Old Boys Rosario       | Argentyna  | Primera División   | 23    | 2      |
| 2000/01   | Chacarita Juniors               | Argentyna  | Primera División   | 13    | 0      |
| 2001      | Colo-Colo Santiago de Chile     | Chile      | Primera División   | 26    | 0      |
| 2002/03   | Chacarita Juniors               | Argentyna  | Primera División   | 17    | 1      |
| 2002/03   | Grasshopper Club Zurych         | Szwajcaria | Nationalliga A     | 13    | 1      |
| 2003/04   | Grasshopper Club Zurych         | Szwajcaria | Swiss Super League | 23    | 0      |
| 2004/05   | Argentinos Juniors Buenos Aires | Argentyna  | Primera División   | 2     | 0      |

## Kariera reprezentacyjna
W reprezentacji Argentyny Gamboa zadebiutował 20 lutego 1991 w wygranym 2-0 towarzyskim meczu z Węgrami. W tym samym roku wystąpił w turnieju Copa América, który Argentyna wygrała. Na turnieju w Chile Gamboa wystąpił w dwóch meczach z Paragwajem i Peru, który był jego ostatnim meczem w reprezentacji. Ogółem w barwach albicelestes wystąpił w 7 meczach.
| Mecze i gole w reprezentacji | Mecze i gole w reprezentacji | Mecze i gole w reprezentacji | Mecze i gole w reprezentacji | Mecze i gole w reprezentacji | Mecze i gole w reprezentacji | Mecze i gole w reprezentacji |
| #                            | Data                         | Miasto                       | Przeciwnik                   | Gol                          | Wynik                        | Rozgrywki                    |
| ---------------------------- | ---------------------------- | ---------------------------- | ---------------------------- | ---------------------------- | ---------------------------- | ---------------------------- |
| 1.                           | 20.02.1991                   | Rosario                      | Węgry                        |                              | 2:0                          | towarzyski                   |
| 2.                           | 13.03.1991                   | Buenos Aires                 | Meksyk                       |                              | 0:0                          | towarzyski                   |
| 3.                           | 27.03.1991                   | Buenos Aires                 | Brazylia                     |                              | 3:3                          | towarzyski                   |
| 4.                           | 19.05.1991                   | Stanford                     | Stany Zjednoczone            |                              | 1:0                          | towarzyski                   |
| 5.                           | 25.05.1991                   | Londyn                       | Anglia                       |                              | 2:2                          | England Challenge Cup        |
| 6.                           | 12.07.1991                   | Santiago                     | Paragwaj                     |                              | 4:1                          | Copa América                 |
| 7.                           | 14.07.1991                   | Santiago                     | Peru                         |                              | 3:2                          | Copa América                 |

## Kariera trenerska
Zaraz po zakończeniu kariery piłkarskiej Gamboa został trenerem. W 2008 prowadził Newell’s Old Boys. W 2009-2010 trenował Chacaritę Juniors oraz równocześnie pełnił funkcję asystenta selekcjonera reprezentacji Argentyny Diego Maradony. W latach 2010–2011 trenował drugoligowy CA Colón.